# Гёула (река, впадает в Тронхеймс-фьорд)
Гёула (норв. Gaula) — река в Норвегии в муниципалитете Хультолен. Длина реки составляет 152,8 км, площадь водосборного бассейна 3668 км².
Впадает в Тронхеймс-фьорд. Гёула считается одной из самых опасных рек Норвегии, так как в её водах отсутствует естественная саморегуляция, из-за чего часто случаются наводнения, наносящие большой ущерб.
В 2020 году вылов лосося на реке Гёула составил 29,3 тонны, что делает реку четвёртой по величине лососёвой рекой в стране.
Название Гёула произошло от глагола å gaule — (кричать, реветь), что указывает на звук, издаваемый рекой.